# کلودیا لوپز هرناندز
کلودیا نایبه لوپز هرناندز (زاده ۹ مارس ۱۹۷۰) یک سیاستمدار کلمبیایی است. او سناتور جمهوری کلمبیا بود و نامزد معاونت ریاست جمهوری در انتخابات ریاست جمهوری ۲۰۱۸ کلمبیا برای حزب اتحاد سبز بود. وی اولین زن و همچنین اولین فرد آشکارا همجنس‌گرا است که در سال ۲۰۲۰ به سمت شهرداری بوگوتا انتخاب شد.